# SciTE
SciTE（Scintilla based Text Editor）は、Neil Hodgson が Scintilla を使って開発したクロスプラットフォームのテキストエディタである。ライセンス条件は最小限のHistorical Permission Notice and Disclaimerである。
軽量でビルドも高速であり、主にソースコード編集向けに設計されているため、シンタックスハイライト機能や各種言語用のインライン関数リファレンス機能がある。スタンドアロンの.exe形式もあり、U3互換モデルなどのUSBメモリ上に配置して実行するのに理想的である。Scintilla を使った他のエディタと共通する機能をいくつか有する。

## カスタマイズ
SciTEは柔軟なカスタマイズが可能である。コンフィギュレーションはプレーンテキストのファイルを編集すればよい。言語やプロジェクト毎に異なる設定が可能で、グローバルな設定もユーザー毎の設定も可能となっている。例えば、ショートカットキー、タブ、コード折りたたみ、フォント、シンタックスハイライトなど様々な部分で高度な設定が可能である。
さらに、Luaという言語の処理系を組み込んであるため、それを利用したさらなるカスタマイズもできる。Luaスクリプトを書くことで、バッファの中身や Scintilla API にアクセスできる。スクリプトはショートカットキーで起動するか、何らかのイベントで起動し、自動補完などの実装が可能である。便利なスクリプトはオンラインで公開されている。

## 機能
機能としては、セレクションにおける置換、サブグループでの正規表現置換、ファイル群に対する検索、コード折りたたみ、編集対象言語のAPIをファイルで設定する機能、可変幅フォントのサポートなどがある。画面には複数のタブにソースを表示でき、スクリプト実行結果を表示する枠を追加することもできる。
SciTE は各種言語のシンタックスハイライトをサポートしている。対応している言語の一覧は公式文書にある。